# Anna Aleksandrovna Leporskaya
Anna Aleksandrovna Leporskaya (tiếng Nga: А́нна Алекса́ндровна Лепо́рская  ; 20 tháng 1 [lịch cũ 1 tháng 2] năm 1900 - 14 tháng 3 năm 1982) là một nghệ sĩ tiên phong trong lĩnh vực hội họa của Liên Xô. Bà đã nhận được một số giải thưởng như Nghệ sĩ được vinh danh của giải thưởng RSFSR và Giải thưởng Nhà nước Repin.
Leporskaya là học trò lâu năm và là trợ lý của Kazimir Malevich. Bà có mối quan hệ gắn bó chặt chẽ với Malevich từ năm 1924 cho đến khi ông qua đời vào năm 1935, và là người chịu trách nhiệm viết sổ đăng ký có thẩm quyền cho các tác phẩm của Malevich. Nhiều tác phẩm của bà vẽ cũng đang được trưng bày tại Phòng trưng bày Tretyakov, trước đây là một phần của bộ sưu tập tư nhân của George Costakis.

## Vụ phá hoại bức tranhThree Figures
Ngoài hội họa, bà còn nổi tiếng với các tác phẩm nghệ thuật gốm. Bức "Three Figures" được vẽ trong 3 năm từ 1932-1934. Vào khoảng ngày 8 tháng 12 năm 2021, bức tranh Three Figures của Leporskaya đã bị hư hại khi được Phòng trưng bày Tretyakov cho Trung tâm Yeltsin mượn. Một người đã sử dụng bút bi vẽ thêm mắt vào khuôn mặt các nhân vật được vẽ trong bức tranh của bức tranh. Do những thiệt hại gây ra là không đáng kể đối với bức tranh nên cảnh sát địa phương ban đầu từ chối mở một vụ án hình sự. Nhân viên Trung tâm Yeltsin xác nhận vào ngày 8 tháng 2 rằng kẻ phá hoại được xác định là một thành viên an ninh trang web, một người cảm thấy buồn chán trong ngày đầu tiên đến làm việc.
Một cuộc điều tra của cảnh sát đã diễn ra kể từ ngày 10 tháng 2 năm 2022. Nếu bị kết tội, nhân viên bảo vệ có thể phải đối mặt với một khoản tiền phạt 40.000 Rúp Nga và lĩnh án đến 3 tháng tù giam. Chưa rõ giá trị của bức tranh nhưng tác phẩm của họa sĩ Nga được bảo hiểm với giá hơn 1 triệu USD bởi công ty bảo hiểm Alfa. Một ngày sau khi vụ phá hoại được phát hiện, bức tranh đã được trả lại cho Phòng trưng bày Tretyakov ở Moskva để khôi phục lại. Các vết bút bi được cho là có thể loại bỏ mà không ảnh hưởng đến bức tranh. Thiệt hại cho bức tranh ước tính khoảng 3.300 USD. Số tiền này sẽ do công ty bảo vệ chi trả.